# 津久野駅

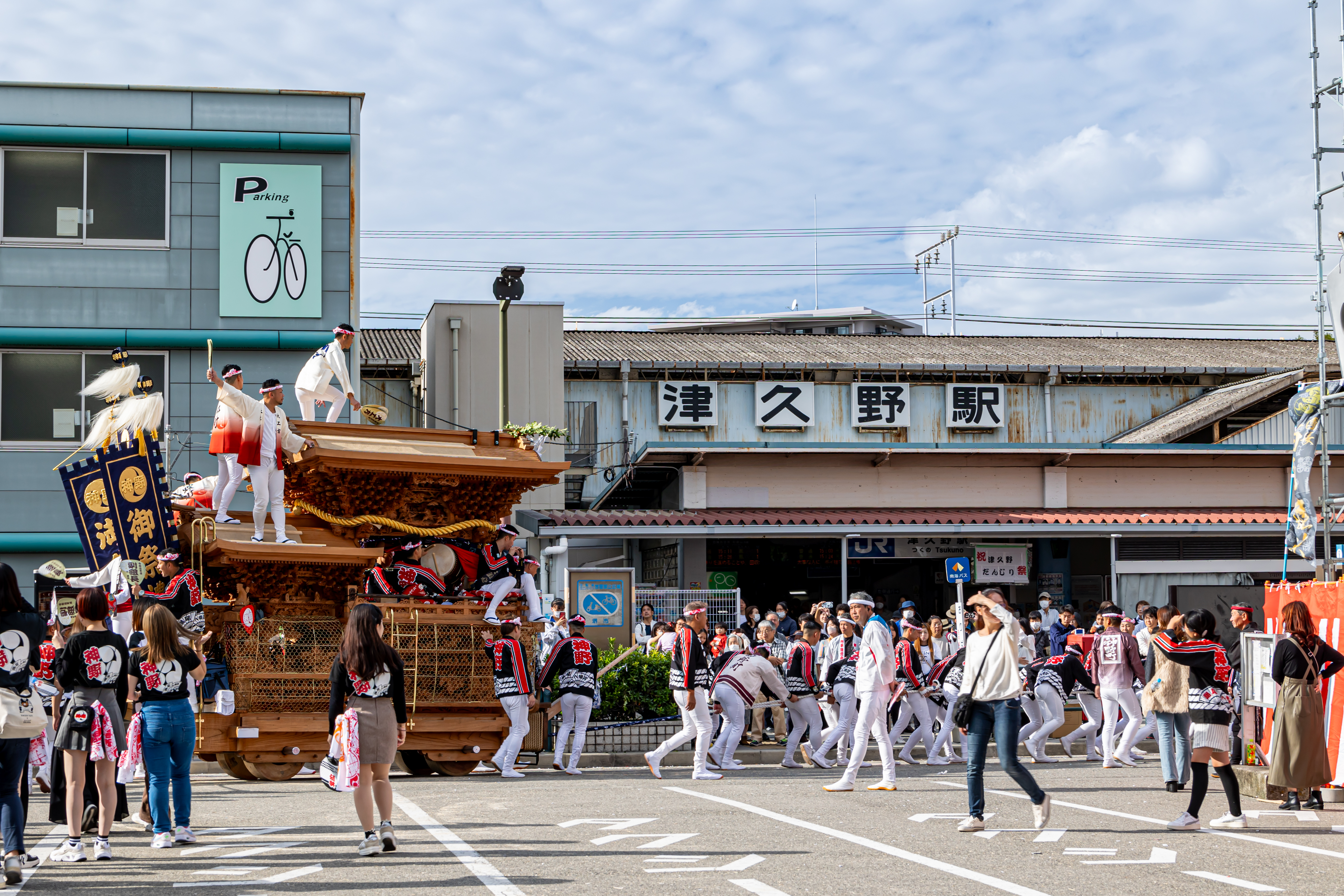
津久野駅とだんじり（2023年10月）

津久野駅（つくのえき）は、大阪府堺市西区津久野町一丁にある、西日本旅客鉄道（JR西日本）阪和線の駅である。駅番号はJR-R32。

## 歴史
駅所在地は堺市編入以前の旧・泉北郡踞尾村に当たり、駅開業時の大字も踞尾本町や踞尾宮本町のように「踞尾」表記だった。しかし、向ヶ丘団地建設に伴って当駅を設置する際、使用頻度の少ない漢字に国鉄が難色を示した。地元と協議の結果、駅名は以前から当て字として使われていた「津久野」表記で決着し、駅開業から4年後には大字も再編されて津久野町となり、現在に至っている。

### 年表
- 1960年（昭和35年）9月1日：国鉄阪和線の上野芝駅 - 鳳駅間に新設開業[1]。
- 1987年（昭和62年）4月1日：国鉄分割民営化により、西日本旅客鉄道（JR西日本）の駅となる[1][2]。
- 1993年（平成5年）7月1日：阪和線運行管理システム（初代）導入。
- 1998年（平成10年）5月23日：自動改札機を設置し、供用開始[3]。
- 2003年（平成15年）11月1日：ICカード「ICOCA」の利用が可能となる[4]。
- 2009年（平成21年）3月 : エレベーターが設置される。
- 2012年（平成24年）
  - 4月1日：みどりの券売機プラスの使用を開始。
  - 4月15日：みどりの窓口廃止。
- 2013年（平成25年）9月28日：阪和線運行管理システムを2代目のものに更新。
- 2018年（平成30年）3月17日：駅ナンバリングが導入され、使用を開始。

## 駅構造
築堤上に相対式ホーム2面2線をもつ地上駅。和歌山寄りですぐ石津川を越えるため、川岸の位置にある駅入口より堤防を越える必要のある線路が一段高い位置にあり、駅自体は高架駅の形となっている。分岐器のない棒線駅の構造であるが、踏切長時間鳴動対策のために駅前後の信号機が絶対信号機に変更されたため、停留所ではない。
改札口は南側にある。南海バスのバスのりばがあり、泉北ニュータウン方面に向かってバス路線が延びている。対して北側には改札口はない。
鳳駅が管轄している直営駅である。一部の時間帯は改札窓口が閉鎖されている。休止時間帯の問い合わせはインターホン越しに鳳駅の駅員が対応している。ICカード「ICOCA」を利用することができる（相互利用可能ICカードはICOCAの項を参照）。
2012年4月15日をもってみどりの窓口が廃止され、代替としてみどりの券売機プラスが設置されている（みどりの券売機プラスの設置およびみどりの窓口廃止とも阪和線の駅では初。これ以降も、市販の「JR時刻表」などでは、「みどりの窓口設置駅」として扱われている）。「エクスプレス予約」や「e5489」による切符の受け取りが可能である。

### のりば
| のりば | 路線   | 方向 | 行先                       |
| ------ | ------ | ---- | -------------------------- |
| 1      | 阪和線 | 下り | 鳳・関西空港・和歌山方面   |
| 2      | 阪和線 | 上り | 三国ケ丘・長居・天王寺方面 |

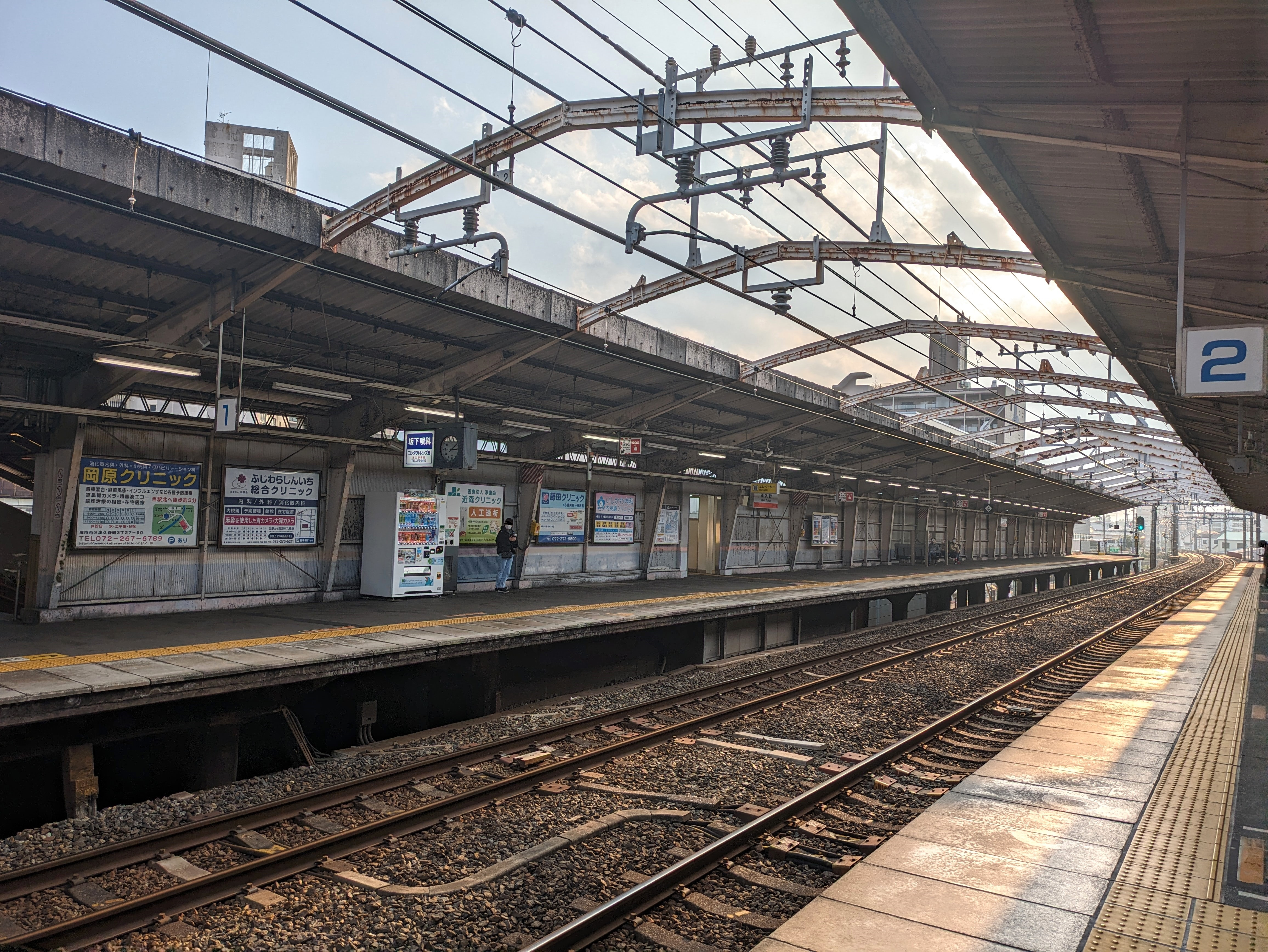
ホーム（2023年12月）

## 利用状況
2022年（令和4年）度の一日平均乗車人員は7,102人である。
各年度の1日の平均乗車人員は以下の通りである。
| 年度               | 1日平均 乗車人員 | 出典          |
| ------------------ | ---------------- | ------------- |
| 1988年（昭和63年） | 12,991           | [ 大阪府 1 ]  |
| 1989年（平成元年） | 12,891           | [ 大阪府 1 ]  |
| 1990年（平成02年） | 13,023           | [ 大阪府 2 ]  |
| 1991年（平成03年） | 13,099           | [ 大阪府 3 ]  |
| 1992年（平成04年） | 12,788           | [ 大阪府 4 ]  |
| 1993年（平成05年） | 12,547           | [ 大阪府 5 ]  |
| 1994年（平成06年） | 12,145           | [ 大阪府 6 ]  |
| 1995年（平成07年） | 11,902           | [ 大阪府 7 ]  |
| 1996年（平成08年） | 11,675           | [ 大阪府 8 ]  |
| 1997年（平成09年） | 11,340           | [ 大阪府 9 ]  |
| 1998年（平成10年） | 10,923           | [ 大阪府 10 ] |
| 1999年（平成11年） | 10,453           | [ 大阪府 11 ] |
| 2000年（平成12年） | 10,121           | [ 大阪府 12 ] |
| 2001年（平成13年） | 9,775            | [ 大阪府 13 ] |
| 2002年（平成14年） | 9,330            | [ 大阪府 14 ] |
| 2003年（平成15年） | 9,136            | [ 大阪府 15 ] |
| 2004年（平成16年） | 9,398            | [ 大阪府 16 ] |
| 2005年（平成17年） | 9,136            | [ 大阪府 17 ] |
| 2006年（平成18年） | 9,141            | [ 大阪府 18 ] |
| 2007年（平成19年） | 9,145            | [ 大阪府 19 ] |
| 2008年（平成20年） | 8,808            | [ 大阪府 20 ] |
| 2009年（平成21年） | 8,666            | [ 大阪府 21 ] |
| 2010年（平成22年） | 8,727            | [ 大阪府 22 ] |
| 2011年（平成23年） | 8,506            | [ 大阪府 23 ] |
| 2012年（平成24年） | 8,519            | [ 大阪府 24 ] |
| 2013年（平成25年） | 8,623            | [ 大阪府 25 ] |
| 2014年（平成26年） | 8,497            | [ 大阪府 26 ] |
| 2015年（平成27年） | 8,890            | [ 大阪府 27 ] |
| 2016年（平成28年） | 8,796            | [ 大阪府 28 ] |
| 2017年（平成29年） | 8,641            | [ 大阪府 29 ] |
| 2018年（平成30年） | 8,448            | [ 大阪府 30 ] |
| 2019年（令和元年） | 8,325            | [ 大阪府 31 ] |
| 2020年（令和02年） | 6,773            | [ 大阪府 32 ] |
| 2021年（令和03年） | 6,831            | [ 大阪府 33 ] |
| 2022年（令和04年） | 7,112            | [ 大阪府 34 ] |
| 2023年（令和05年） | 7,102            | [ 大阪府 35 ] |

## 駅周辺

### 公共・医療機関
- 日本郵便鳳郵便局
- 家原（えばら）大池公園[6]・家原大池体育館
- 堺市立総合医療センター
- 馬場記念病院

### 学校
- 堺市立津久野小学校
- 堺市立津久野中学校
- 堺市立浜寺中学校

### 商業施設
- イトーヨーカドー 津久野店
  - アカチャンホンポ 津久野イトーヨーカドー店
- デイリーカナート 向ヶ丘店
- イオンフードスタイル 津久野店

### その他
- 家原寺（行基生誕の地）
- 踞尾八幡神社
  - 津久野だんじり祭で、踞尾八幡神社に宮入りが行われ、津久野駅南側ロータリー周辺道路で津久野駅前パレードが行われる。
- 泉北2号線

### バス路線
「津久野駅前」停留所にて、南海バスの以下の路線が発着する。
| 乗り場 | 路線名           | 系統・行先                                |
| ------ | ---------------- | ----------------------------------------- |
| 1      | 津久野線         | 118系統：堺東駅前                         |
| 2      | 津久野線         | 118系統：堀上緑町一丁・向ヶ丘第二団地方面 |
| 2      | 津久野線         | 118C系統：堀上緑町一丁                    |
| 3      | 泉北泉ヶ丘地区線 | 211V系統：泉ヶ丘駅                        |
| 4      | 津久野線         | 181V系統：深井駅                          |
| 4      | 泉北泉ヶ丘地区線 | 212V系統：泉ヶ丘駅                        |
| 4      | 泉北泉ヶ丘地区線 | 212C系統：若竹大橋                        |
| 4      | 泉北栂地区線     | 233V系統：栂・美木多駅                    |

このほか、深井駅前へ結ぶ堺市乗合タクシー（Dルート）が発着する。デマンド式であり、平日1日5往復の運行となっている。

## 隣の駅
西日本旅客鉄道（JR西日本）
 阪和線
■関空快速・■紀州路快速・■快速・■直通快速・■区間快速
通過
■普通
上野芝駅 (JR-R31) - 津久野駅 (JR-R32) - 鳳駅 (JR-R33)

### 記事本文

### 利用状況
1. ↑  大阪府統計年鑑 - 大阪府

大阪府統計年鑑
1. 1 2  大阪府統計年鑑（平成2年） (PDF)
2. ↑  大阪府統計年鑑（平成3年） (PDF)
3. ↑  大阪府統計年鑑（平成4年） (PDF)
4. ↑  大阪府統計年鑑（平成5年） (PDF)
5. ↑  大阪府統計年鑑（平成6年） (PDF)
6. ↑  大阪府統計年鑑（平成7年） (PDF)
7. ↑  大阪府統計年鑑（平成8年） (PDF)
8. ↑  大阪府統計年鑑（平成9年） (PDF)
9. ↑  大阪府統計年鑑（平成10年） (PDF)
10. ↑  大阪府統計年鑑（平成11年） (PDF)
11. ↑  大阪府統計年鑑（平成12年） (PDF)
12. ↑  大阪府統計年鑑（平成13年） (PDF)
13. ↑  大阪府統計年鑑（平成14年） (PDF)
14. ↑  大阪府統計年鑑（平成15年） (PDF)
15. ↑  大阪府統計年鑑（平成16年） (PDF)
16. ↑  大阪府統計年鑑（平成17年） (PDF)
17. ↑  大阪府統計年鑑（平成18年） (PDF)
18. ↑  大阪府統計年鑑（平成19年） (PDF)
19. ↑  大阪府統計年鑑（平成20年） (PDF)
20. ↑  大阪府統計年鑑（平成21年） (PDF)
21. ↑  大阪府統計年鑑（平成22年） (PDF)
22. ↑  大阪府統計年鑑（平成23年） (PDF)
23. ↑  大阪府統計年鑑（平成24年） (PDF)
24. ↑  大阪府統計年鑑（平成25年） (PDF)
25. ↑  大阪府統計年鑑（平成26年） (PDF)
26. ↑  大阪府統計年鑑（平成27年） (PDF)
27. ↑  大阪府統計年鑑（平成28年） (PDF)
28. ↑  大阪府統計年鑑（平成29年） (PDF)
29. ↑  大阪府統計年鑑（平成30年） (PDF)
30. ↑  大阪府統計年鑑（令和元年） (PDF)
31. ↑  大阪府統計年鑑（令和2年） (PDF)
32. ↑  大阪府統計年鑑（令和3年） (PDF)
33. ↑  大阪府統計年鑑（令和4年） (PDF)
34. ↑  大阪府統計年鑑（令和5年） (PDF)
35. ↑  大阪府統計年鑑（令和6年） (PDF)